# Stenolicmus
Stenolicmus is een geslacht van straalvinnige vissen uit de familie van de parasitaire meervallen (Trichomycteridae).

## Soorten
- Stenolicmus ix Wosiacki, Coutinho & de Assis Montag, 2011
- Stenolicmus sarmientoi de Pinna & Starnes, 1990